# Ardey-Verlag

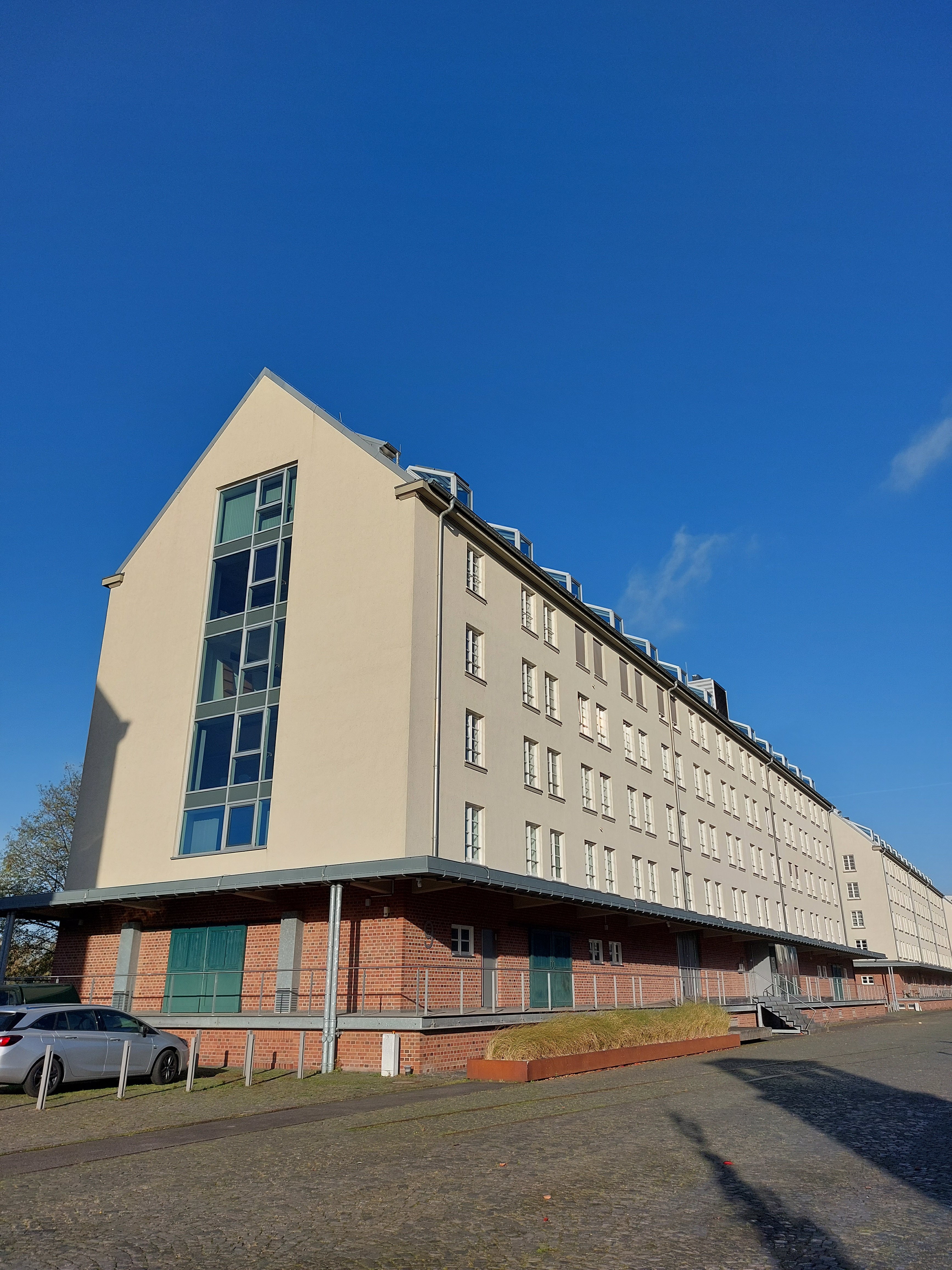
Sitz des Verlages in der Speicherstadt Münster

Der Ardey-Verlag im westfälischen Münster ist ein Regionalverlag für Westfalen-Lippe.

## Geschichte
Der Verlag wurde im April 1951 in Dortmund gegründet. Der Name bezieht sich auf das Ardeygebirge, ein beliebtes Ausflugsziel südlich von Dortmund.
Verlagsgründer waren die Sozialforschungsstelle an der Universität Münster mit Sitz in Dortmund, der Landesverkehrsverband Westfalen, der Westfälische Heimatbund, die Westfälische Verwaltungsakademie e. V. Münster sowie als Druckerei der Verlag der Westdeutschen Allgemeinen Zeitung mit der Westfalendruck GmbH. Gründungsanlass war die neue, gemeinsam herausgegebene Zeitschrift Westfalenspiegel. Das weitere Verlagsprogramm reichte von wissenschaftlichen Publikationen bis zu belletristischen Werken. Die Zusammensetzung der Gesellschafter veränderte sich im Laufe der Zeit, in den 1970er Jahren wurde das Buchprogramm vorübergehend eingestellt. Der Verlag konzentrierte sich zwischenzeitlich auf den „Westfalenspiegel“.
Mit Beginn der 1990er Jahre erschienen wieder Buchreihen und Einzel-Publikationen zu Westfalen-Lippe.
Der Verlag ist heute mittelbar eine GmbH des Landschaftsverbands Westfalen-Lippe (LWL) und damit Teil der Kulturförderung in Westfalen-Lippe.
Der Verlag ist Mitglied im Börsenverein des Deutschen Buchhandels.

## Programm
Das Buchprogramm umfasst Publikationen zur westfälischen Kultur, Literatur, Geographie und Geschichte sowie zum Archivwesen.
Aktuelle Reihen des Verlages sind u. a.:
- Deutscher Historischer Städteatlas
- Familiennamen in Westfalen
- Historischer Atlas westfälischer Städte
- Historisches Handbuch der jüdischen Gemeinschaften in Westfalen und Lippe
- Kulturlandschaft Westfalen
- Regionalgeschichte kompakt
- Westfälische Dichterstraßen

Zudem erscheinen im Ardey-Verlag die Zeitschriften Westfalenspiegel und „Denkmalpflege in Westfalen-Lippe“ (LWL-Denkmalpflege, Landschafts- und Baukultur in Westfalen).